# Grapholita tristrigana
Grapholita tristrigana es una especie de polilla del género Grapholita, tribu Grapholitini, familia Tortricidae. Fue descrita científicamente por Clemens en 1865.
La envergadura es de unos 13 milímetros. Se distribuye por América del Norte: Estados Unidos.